# 미소녀 전사 세일러문 Crystal
《미소녀 전사 세일러문 Crystal》(일본어 : 美少女戦士セーラームーンCrystal 비쇼죠센시 세라문 쿠리스타루[*])은 일본의 만화가 타케우치 나오코가 제작한 만화 《미소녀 전사 세일러문》을 바탕으로 제작되고 니코니코 동화와 도쿄 MX 및 기타 방송국에서 방영된 애니메이션이다.
2014년 7월 5일부터 2015년 7월 18일까지 니코니코 동화에서 웹 애니메이션으로 1기 다크 킹덤 편과 2기 블랙 문 편, 2016년 4월 4일부터 2016년 6월 26일까지 도쿄 MX에서 3기 데스 버스터즈 편이 TV 애니메이션으로 방영되었다.
4기 데드문 편은 《미소녀 전사 세일러문 Eternal》(일본어 : 美少女戦士セーラームーンEternal 비쇼죠센시 세라문 에타나루[*])라는 이름으로 전후편의 극장 애니메이션이 2021년에 개봉되었으며, 5기 섀도우 갤럭티카 편은 《미소녀 전사 세일러문 Cosmos》(일본어 : 美少女戦士セーラームーンCosmos 비쇼죠센시 세라문 코스모스[*])라는 이름으로 두 번째 극장 애니메이션이 2023년 여름에 개봉될 예정이다.

## 개요
《미소녀 전사 세일러문 Crystal》은 1990년대 방영되었던 미소녀 전사 세일러문(한국명 '달의 요정 세일러문') 애니메이션 시리즈와는 다르게 원작 만화의 캐릭터 설정과 스토리 전개를 거의 그대로 따른다. 공식적으로는 원작 만화 '리부트'라고 칭하고 있다. 각 기수 분류는 미소녀전사 세일러문 만화 연재 당시의 기수 분류와 같으며, 각 에피소드의 Act 번호와 제목 역시 원작 만화의 그것과 같다. 성우진은 미츠이시 코토노가 그대로 맡은 츠키노 우사기 (세일러 문)를 제외하고 모두 교체되었다.
2017년 1월에 4기 데드 문 편의 제작을 발표했고, 같은 해 6월 30일에 4기 데드 문 편을 극장판 전편 및 후편으로 제작한다고 발표했다. 2020년에는 극장판 제목이 《미소녀 전사 세일러문 Eternal》으로 결정되었고, 2021년에 개봉이 예정되어 있음을 발표했다.
한국에서는 2017년 9월부터 11월까지 투니버스에서 《미소녀 전사 세일러문 Crystal》이라는 이름으로 1기를 시작으로 자막 방영했고, 2018년 2월부터 4월까지 2기를 방영했으며, 2018년 6월부터 9월까지 3기를 방영했다.

## 에피소드

### 1 · 2기
2014년 7월 5일부터 2015년 7월 18일까지 매월 첫째, 셋째 토요일에 방영했다.
| 화수   | 부제목                                                            | 각본                   | 총 콘티                | 연출                   | 작화 감독                                           | 총 작화 감독         | 미술                           | 착신일         |
| ------ | ----------------------------------------------------------------- | ---------------------- | ---------------------- | ---------------------- | --------------------------------------------------- | -------------------- | ------------------------------ | -------------- |
| Act.1  | うさぎ-SAILOR MOON- 우사기 ~ 세일러 문                            | 小林雄次 코바야시 유지 | -                      | 境宗久 사카이 무네히사 | 小松こずえ 코마츠 코즈에                            | 佐光幸恵 사코 유키에 | 倉橋隆 쿠라하시 타카시         | 2014년 7월 5일 |
| Act.2  | 亜美-SAILOR MERCURY- 아미 ~ 세일러 머큐리                         | 小林雄次 코바야시 유지 | 志田直俊 시다 나오토시 | 佐藤宏幸 사토 히로유키 | たなかみほ 다나카 미호 石井ゆみこ 이시이 유미코     | 佐光幸恵 사코 유키에 | 杦浦正一郎 스기우라 세이이치로 | 7월 19일       |
| Act.3  | レイ-SAILOR MARS- 레이 ~ 세일러 마스                              | 小林雄次 코바야시 유지 | -                      | 池田洋子 이케다 요코   | 石上ひろ美 이시우에 히로미 小松こずえ 코마츠 코즈에 | 佐光幸恵 사코 유키에 | 倉橋隆 쿠라하시 타카시         | 8월 2일        |
| Act.4  | Masquerade-仮面舞踏会- Masquerade ~ 가면무도회                    | 小林雄次 코바야시 유지 | 伊藤睦美               | -                      | 佐藤宏幸                                            | 生田目康裕 上野ケン  | 杦浦正一郎 斉藤信二            | 8월 16일       |
| Act.5  | まこと-SAILOR JUPITER- 마코토 ~ 세일러 쥬피터                     | -                      | 伊藤睦美               | 緒方隆秀               | 桑原直子                                            | -                    | 倉橋隆                         | 9월 6일        |
| Act.6  | タキシード仮面-TUXEDO MASK- 턱시도 가면 ~ 턱시도 마스크           | 小林雄次               | 鈴木吉男 山内重保      | 池田洋子               | たなかみほ                                          | 佐光幸恵             | 杦浦正一郎 斉藤信二            | 9월 20일       |
| Act.7  | 地場衛-TUXEDO MASK 치바 마모루 ~ 턱시도 마스크                    | 伊藤睦美               | -                      | 黒田成美               | ポール・アンニョヌエボ アリス・ナリオ               | 小松こずえ           | 倉橋隆                         | 10월 4일       |
| Act.8  | 美奈子-SAILOR V- 미나코 ~ 세일러 V                                | 小林雄次               | しぎのあきら           | 佐藤宏幸               | 清水洋                                              | 小松こずえ           | 倉橋隆                         | 10월 18일      |
| Act.9  | セレニティ-PRINCESS- 세레니티 ~ 프린세스                          | 伊藤睦美               | 志田直俊               | 羽原久美子             | 牧内ももこ                                          | 小松こずえ           | 倉橋隆                         | 11월 1일       |
| Act.10 | Moon-月- 문 ~ 달                                                  | 小林雄次               | 緒方隆秀               | 三塚雅人               | 高橋晃                                              | 小松こずえ           | 倉橋隆                         | 11월 15일      |
| Act.11 | 再会-ENDYMION- 재회 ~ 엔디미온                                    | 伊藤睦美               | 夕澄慶太               | 平山美穂               | たなかみほ                                          | 小松こずえ           | 倉橋隆                         | 12월 6일       |
| Act.12 | 敵-QUEEN METARIA- 적 ~ 퀸 메탈리아                                | 小林雄次               | 志田直俊               | 佐藤宏幸               | ポール・アンニョヌエボ                              | 小松こずえ           | 倉橋隆                         | 12월 20일      |
| Act.13 | 決戦-REINCARNATION- 결전 ~ 부활                                   | 伊藤睦美               | -                      | 貝澤幸男               | 市川吉幸                                            | 小松こずえ           | 倉橋隆                         | 2015년 1월 3일 |
| Act.14 | 終結 そして 始まり-PETITE ÉTRANGÉRE- 끝 그리고 시작 ~ 작은 방문자 | 小林雄次               | -                      | 境宗久                 | 高橋晃                                              | 小松こずえ           | 倉橋隆                         | 1월 17일       |
| Act.15 | 侵入-SAILOR MARS- 침입 ~ 세일러 마스                              | 伊藤睦美               | -                      | 伊藤尚往               | たなかみほ                                          | 小松こずえ           | 倉橋隆                         | 2월 7일        |
| Act.16 | 誘拐-SAILOR MERCURY- 유괴 ~ 세일러 머큐리                         | 小林雄次               | -                      | 池田洋子               | ポール・アンニョヌエボ                              | 小松こずえ           | 倉橋隆                         | 2월 21일       |
| Act.17 | 秘密-SAILOR JUPITER- 비밀 ~ 세일러 쥬피터                         | 伊藤睦美               | 竹之内和久             | 羽原久美子             | 牧内ももこ                                          | 小松こずえ           | 倉橋隆                         | 3월 7일        |
| Act.18 | 侵略-SAILOR VENUS- 침략 ~ 세일러 비너스                           | 小林雄次               | 三上喜子 境宗久        | 中尾幸彦               | 高橋晃                                              | 小松こずえ           | 倉橋隆                         | 3월 21일       |
| Act.19 | タイム・ワープ-SAILOR PLUTO- 타임 워프 ~ 세일러 플루토            | 伊藤睦美               | -                      | 貝澤幸男               | 市川吉幸                                            | 小松こずえ           | 倉橋隆                         | 4월 4일        |
| Act.20 | クリスタル・トーキョー-KING ENDYMION- 크리스털 도쿄 ~ 킹 엔디미온 | 小林雄次               | 竹之内和久             | 広嶋秀樹               | たなかみほ                                          | 小松こずえ           | 倉橋隆                         | 4월 18일       |
| Act.21 | 錯綜-NEMESIS- 착잡한 마음 ~ 네메시스                              | 小林雄次               | -                      | 佐藤宏幸               | 岩田景子 ポール・アンニョヌエボ                     | 小松こずえ           | 倉橋隆                         | 5월 2일        |
| Act.22 | 思惑-NEMESIS- 의도 ~ 네메시스                                     | 小林雄次               | 貝澤幸男               | 宍戸望                 | 高橋晃                                              | 小松こずえ           | 倉橋隆                         | 5월 16일       |
| Act.23 | 暗躍 -WISEMAN- 암약 ~ 와이즈맨                                    | 小林雄次               | -                      | 中尾幸彦               | ポール・アンニョヌエボ                              | 小松こずえ           | 倉橋隆                         | 6월 6일        |
| Act.24 | 攻撃-BLACK LADY- 공격 ~ 블랙 레이디                               | 伊藤睦美               | 竹之内和久             | 平山美穂               | たなかみほ                                          | 小松こずえ           | 倉橋隆                         | 6월 20일       |
| Act.25 | 対決-DEATH PHANTOM- 대결 ~ 데스 팬텀                              | 小林雄次               | 境宗久                 | 宍戸望                 | 市川吉幸 佐光幸恵                                   | 小松こずえ           | 倉橋隆                         | 7월 4일        |
| Act.26 | 再生-NEVER ENDING- 재생 ~ 네버 엔딩                               | 小林雄次               | -                      | 境宗久                 | 高橋晃 佐光幸恵                                     | -                    | 倉橋隆                         | 7월 18일       |

### 3기
2016년 4월 4일부터 6월 26일까지 방영했다. 1 · 2기와는 달리 매주 방영으로 바뀌었다.
| 화수   | 부제목 | 각본 | 총 콘티 | 연출 | 작화 감독 | 총 작화 감독 | 미술 | 방송일         |
| ------ | --- | ---- | ------- | ---- | --------- | ------------ | ---- | -------------- |
| Act.27 | 無限1 予感・前編 무한1 ~ 예감 (전편)                                                                                      |      |         |      |           |              |      | 2016년 4월 4일 |
| Act.27 | 無限1 予感・後編 무한1 ~ 예감 (후편)                                                                                      |      |         |      |           |              |      | 4월 11일       |
| Act.28 | 無限2 波紋 무한2 ~ 파문                                                                                                   |      |         |      |           |              |      | 4월 18일       |
| Act.29 | 無限3 2人 NEW SOLDIERS 무한3 ~ 2명의 새로운 전사                                                                          |      |         |      |           |              |      | 4월 25일       |
| Act.30 | 無限4 SAILOR URANUS 天王はるか SAILOR NEPTUNE 海王みちる 무한4 ~ 세일러 우라누스, 텐오 하루카, 세일러 넵튠, 카이오 미치루 |      |         |      |           |              |      | 5월 2일        |
| Act.31 | 無限5 SAILOR PLUTO 冥王せつな 무한5 ~ 세일러 플루토, 메이오 세츠나                                                        |      |         |      |           |              |      | 5월 9일        |
| Act.32 | 無限6 3戦士 무한6 ~ 세 전사                                                                                               |      |         |      |           |              |      | 5월 16일       |
| Act.33 | 無限7 変身 SUPER SAILORMOON 무한7 변신 ~ 슈퍼 세일러문                                                                    |      |         |      |           |              |      | 5월 23일       |
| Act.34 | 無限8 無限迷宮 1 무한8 ~ 무한 미궁 1                                                                                      |      |         |      |           |              |      | 5월 30일       |
| Act.35 | 無限9 無限迷宮 2 무한9 ~ 무한 미궁 2                                                                                      |      |         |      |           |              |      | 6월 6일        |
| Act.36 | 無限10 無限大 上空 무한10 ~ 무한대, 상공                                                                                  |      |         |      |           |              |      | 6월 13일       |
| Act.37 | 無限11 無限大 審判 무한11 ~ 무한대, 심판                                                                                  |      |         |      |           |              |      | 6월 20일       |
| Act.38 | 無限12 無限大 旅立ち 무한12 ~ 무한대, 여정                                                                                |      |         |      |           |              |      | 6월 27일       |

## 성우

### 세일러 전사, 영웅 전사
- 츠키노 우사기 (세일러문) - 미즈하라 카오루/박지윤 (성우)/에일리
- 미즈노 아미 (세일러 머큐리) - 가네모토 히사코/은영선
- 히노 레이 (세일러 마스) - 사토 리나/미연
- 키노 마코토 (세일러 쥬피터) - 고시미즈 아미/소연 (성우)
- 아이노 미나코 (세일러 비너스) - 이토 시즈카/양정화
- 치바 마모루 (턱시도 가면) - 노지마 켄지/정승욱
- 퀸 세레니티 - 고야마 마미
- 루나 - 히로하시 료
- 아르테미스 - 오바야시 요헤이
- 다이애나 - 나카가와 쇼코
- 치비우사 (세일러 치비문) - 후쿠엔 미사토
- 메이오 세츠나 (세일러 플루토) - 마에다 아이
- 텐오 하루카 (세일러 우라누스) - 미나가와 준코
- 카이오 미치루 (세일러 넵튠) - 오하라 사야카
- 토모에 호타루 (세일러 새턴) - 후지이 유키요

### 적대자
- 퀸 메탈리아 - 마츠오카 요코
- 퀸 베릴 - 와타나베 미사
- 제다이트 - 키시오 다이스케
- 네프라이트 - 토리우미 코스케
- 조이사이트 - 마츠카제 마사야
- 쿤차이트 - 다케모토 에이지
- 와이즈 맨 - 이와사키 히로시
- 프린스 데이먼드 - 미야노 마모루
- 주홍의 루베우스 - 다카하시 히로키
- 청색의 사피르 - 요나가 츠바사
- 녹색의 에스메로드 - 쿠와시마 호코
- 페츠 - 미즈타 와사비
- 케라베라스 - 한바 토모에
- 베르체 - 가사하라 루미
- 코안 - 유키노 사츠키
- 마스터 파라오 90 - 하시 타카야
- 미스트리스 9 - 후지이 유키요
- 토모에 소이치 - 기리모토 다쿠야
- 카오리나이트 - 요노 히카리
- 유지얼 - 다카하시 치아키
- 미메트 - 나가쿠 유키
- 테루루 - 오조라 나오미
- 빌루이 - 혼이즈미 리나
- 시프린 - 쇼지 우메카
- 푸치롤 - 쇼지 우메카

## 주제가 싱글
|   | 발매일          | 제목                                        | 규격번호     |
| - | --------------- | ------------------------------------------- | ------------ |
| 1 | 2014년 7월 30일 | Moon Pride                                  | KICM-1533    |
| 2 | 2016년 4월 27일 | ニュームーンに恋して/eternal eternity       | KIZM-423〜4  |
| 3 | 2016년 5월 25일 | ニュームーンに恋して/乙女のススメ           | KIZM-427〜8  |
| 4 | 2016년 6월 22일 | ニュームーンに恋して/永遠だけが二人を架ける | KIZM-435〜6  |
| 5 | 2021년 1월 13일 | 月色Chainon                                 | KIZC-608〜11 |